# Каплер, Ян Август
Ян Август Каплер, немецкий вариант — Йоганн Август Каплер (н.-луж. Jan Awgust Kapler, нем. Johann August Kappler, 12 июня 1851 года, деревня Вовнёв, Лужица, Германия — 10 марта 1937 года, деревня Германецы, Лужица, Германия) — серболужицкий поэт, переводчик и педагог.
Родился в 1851 году в серболужицкой деревне Вовнёв в крестьянской семье. С 1868 по 1872 года обучался в Крайноставском педагогическом училище в Будишине. По окончании училища преподавал в деревне Рахлов-под-Чорнобогом и позднее — в приютском доме в Будишине. С 1884 года — кантор и педагог при церкви святого Михаила в Будишине. С 1895 года преподавал лужицкий язык в Будишинской гимназии.
В 1896 году вступил в культурно-просветительскую организацию «Матица сербо-лужицкая». До 1918 года заведовал библиотекой этой организации.
В 1915 году вышел на пенсию и переехал в деревню Германецы, где скончался в 1937 году.
Творчество
Первые стихотворения опубликовал в 1870 году в журнале «Łužičan». Позднее занимался сочинением гимнов для церковного песенника. В 1873 году опубликовал в журнале «Łužičan» перевод на верхнелужицкий язык книги «Песни Мирзы Шафи» Фридриха Боденштедта. В 1896 году издал «Čitankа za serbsko-němske šule» Яна Бартко.